# Gemeiner Pfennig
Il Gemeiner Pfennig o Reichspfennig (Pfennig comune / Pfennig imperiale) era un'imposta imperiale stabilita nella dieta di Worms del 1495, su proposta dell'imperatore Massimiliano I, al fine di reperire le risorse finanziarie per sostenere le guerre contro i francesi in Italia e le guerre contro i Turchi. 
Doveva essere versato da ogni suddito dell'impero di età maggiore di 15 anni, e assumeva diverse forme (imposta fissa per persona, imposta sul reddito, imposta sul patrimonio) a seconda di status e condizione economica. 
Nella sua applicazione pratica questa imposta andò incontro a opposizioni così forti che venne ufficialmente abrogata nel 1505. Fu, dopo l'Hussitenpfennig (il pfennig hussita), un nuovo tentativo di garantire all'impero risorse finanziarie certe tramite l'introduzione di una tassa generale, e rientrava nel progetto più vasto di riforma imperiale intrapreso da Massimiliano.  